# Henry Fairfield Osborn

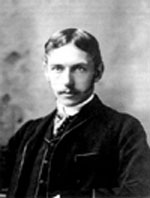
Henry Osborn in 1890

Henry Fairfield Osborn (Fairfield, 8 augustus 1857 - New York, 6 november 1935) was een Amerikaans geoloog, paleontoloog en eugeneticus.

## Werk
Fairfield Osborn was voornamelijk actief op het gebied van de paleontologie van gewervelden en reisde op zoek naar fossielen veel door het zuidwesten van de Verenigde Staten. Hij gaf namen aan onder meer de Ornitholestes (1903), Tyrannosaurus rex (1905), Pentaceratops (1923) en Velociraptor (1924) en beschreef die, maar hij bleek niet sterk in taxonomie. Veel door hem benoemde soorten werden later hernoemd.

## Academisch
Fairfield Osborn werd in 1883 aangesteld als hoogleraar vergelijkende anatomie aan de Universiteit van Princeton, waar hij zelf afstudeerde en zijn doctoraat haalde. Hij stapte in 1891 over naar de Columbia-universiteit. Daar werkte Fairfield Osborn parttime, in combinatie met werkzaamheden voor het American Museum of Natural History (AMNH). In Columbia was hij eerst vijf jaar hoogleraar biologie en vervolgens hoogleraar zoölogie. Fairfield Osborn volgde op het AMNH in 1908 Morris K. Jesup op als voorzitter en bleef in die functie werkzaam tot 1933.

## Erkenning
Fairfield Osborn won in 1918 de Darwin Medal van de Royal Society. In 1926 kreeg hij de Wollaston Medal van de Geological Society.

## Junior
Zijn zoon, Henry Fairfield Osborn Jr. (1887-1969), studeerde biologie in Cambridge, Massachusetts, maar koos daarna voor een carrière in het bedrijfsleven. In 1935 trok hij zich terug om zich te gaan wijden aan natuurbehoud als secretaris, later voorzitter, van de Wildlife Conservation Society, gecombineerd met een aantal nevenfuncties. Hij publiceerde gezaghebbende werken als "Our Plundered Planet" (1948) en "The limits of the earth" (1953).
- Bibsys: 98053745
- Biblioteca Nacional de España: XX1055816
- Bibliothèque nationale de France: cb12292516w (data)
- CiNii: DA02377815
- Gemeinsame Normdatei: 119069687
- International Standard Name Identifier: 0000 0000 8091 4769
- KulturNav: 3cc342c3-408d-425b-910c-4de4fa1523a4
- Library of Congress Control Number: n80034959
- Bibliotheek van het Japanse parlement: 00550750
- Nationale Bibliotheek van Tsjechië: mzk2006356161
- Nationale bibliotheek van Australië: 35401953
- Nationale Bibliotheek van Israël: 987007271041505171
- Nationale Bibliotheek van Polen: a0000002515281
- Nederlandse Thesaurus van Auteursnamen: 071612440
- Réseau des bibliothèques de Suisse occidentale: 02-A008695718
- Istituto Centrale per il Catalogo Unico: UFIV083716
- LIBRIS: 255509
- SNAC: w6154jnh
- Système universitaire de documentation: 031772021
- Trove: 513267
- Virtual International Authority File: 12372347
- WorldCat: E39PBJdCv3hFP6rdFHDffrPWjC